# Lance (Schiff)
Die Lance ist ein ehemaliges Forschungsschiff des Norwegischen Polarinstituts.

## Geschichte
Das Schiff wurde unter der Baunummer 64 auf der norwegischen Werft Sterkoder mek. Verksted als Fischereifahrzeug gebaut. Der Bauvertrag wurde im November 1976 geschlossen. Die Kiellegung des Schiffes fand im August 1977, der Stapellauf im Dezember 1977 statt. Die Fertigstellung des Schiffes erfolgte im Juli 1978.
Es stellte sich bald heraus, dass das Schiff zu groß und im Betrieb zu teuer war. 1981 wurde es ans Hydrographische Institut Norwegens verkauft und zum Forschungs- und Vermessungsschiff umgebaut. 1992 wurde das Schiff ein weiteres Mal umgebaut, um den Anforderungen an Forschungsreisen in die Polarregionen zu genügen. 1994 ging es an das Norwegische Polarinstitut. Von 1995 bis 2000 wurde es zeitweilig auch von der norwegischen Küstenwache in der Barentssee eingesetzt.
Im Oktober 2017 wurde das Schiff außer Dienst gestellt und später an das Unternehmen Besi in Tromsø verkauft, das es weiter für Forschungsaufgaben nutzte. 2021 wurde das Schiff an das auf der Isle of Man ansässige Unternehmen Ocean Logistics verkauft, das es in erster Linie in den Gewässern vor Südafrika einsetzt.
Bereedert wurde das Schiff von Northshore in Tromsø.

## Technische Daten
Der Antrieb des Schiffes erfolgt durch einen MaK-Dieselmotor (Typ: 9MU 453 AK), der über ein Untersetzungsgetriebe auf einen Verstellpropeller wirkt. Für die Stromerzeugung stehen zwei von MWM-Dieselmotoren (Typ: TBD 601-6K) angetriebene Generatoren sowie ein Notstromgenerator zur Verfügung.
Das Schiff ist mit einem Bug- und einem Heckstrahlruder ausgerüstet. Der Rumpf des Schiffes ist eisverstärkt (Eisklasse 1A).
Die Reichweite des Schiffes ist mit 14.000 Seemeilen bei 13 Knoten bzw. 21.000 Seemeilen bei 10 Knoten angegeben. Das Schiff kann bis zu 85 Tage auf See bleiben.

## Ausstattung
Das Schiff verfügt über insgesamt fünf Labore bzw. Räume für die Forschung, darunter zwei Nasslabore (11 und 14 m², insgesamt stehen 71 m² zur Verfügung). Diese sind überwiegend im Vorschiffsbereich oberhalb des Hauptdecks untergebracht. Zur Erweiterung der Laborkapazität kann ein 20-Fuß-Laborcontainer mitgeführt werden. Ein Großteil der Kammern für Besatzung und Wissenschaftler sowie verschiedene Aufenthalts- und Lagerräume liegen auf dem Hauptdeck. Die Decksaufbauten befinden sich im hinteren Bereich des Schiffes oberhalb des Hauptdecks. Zwischen dem Vorschiffsbereich und dem Deckshaus befindet sich ein offenes Arbeitsdeck mit zwei Luken, über die zwei Laderäume (395 und 220 m³) zu erreichen sind.
Für die beiden Luken sowie das Arbeitsdeck steht ein Ladebaum mit 16 Meter Auslage zur Verfügung, der 10 Tonnen heben kann. Weiterhin befinden sich hier zwei kleine Krane, die jeweils 1,8 Tonnen heben können. Auf der Backbordseite sind ein A-Frame und Winden installiert, mit deren Hilfe Forschungsgeräte ausgesetzt und eingeholt werden können. Das Schiff ist mit Sonar- und Echolotanlagen für die Forschung ausgerüstet.
Vor dem Arbeitsdeck steht ein Mast mit einem wettergeschützten Krähennest. Hinter dem Deckshaus befindet sich ein 13,5 × 11,5 Meter großes Hubschrauberlandedeck für kleine und mittelgroße Hubschrauber. Das Hubschrauberlandedeck ist für Hubschrauber bis 8 t zugelassen. An Bord kann ein Hubschrauber mitgeführt werden, der auch auf dem direkt an das Hubschrauberlandedeck anschließende Deckshaus abgestellt werden kann.
An Bord ist Platz für 38 Personen. Davon stehen 25 Plätze für Wissenschaftler zur Verfügung, 13 Plätze entfallen auf die Besatzung (die Besatzungsstärke beläuft sich im Regelbetrieb auf 10 Personen).